# Guido Renner

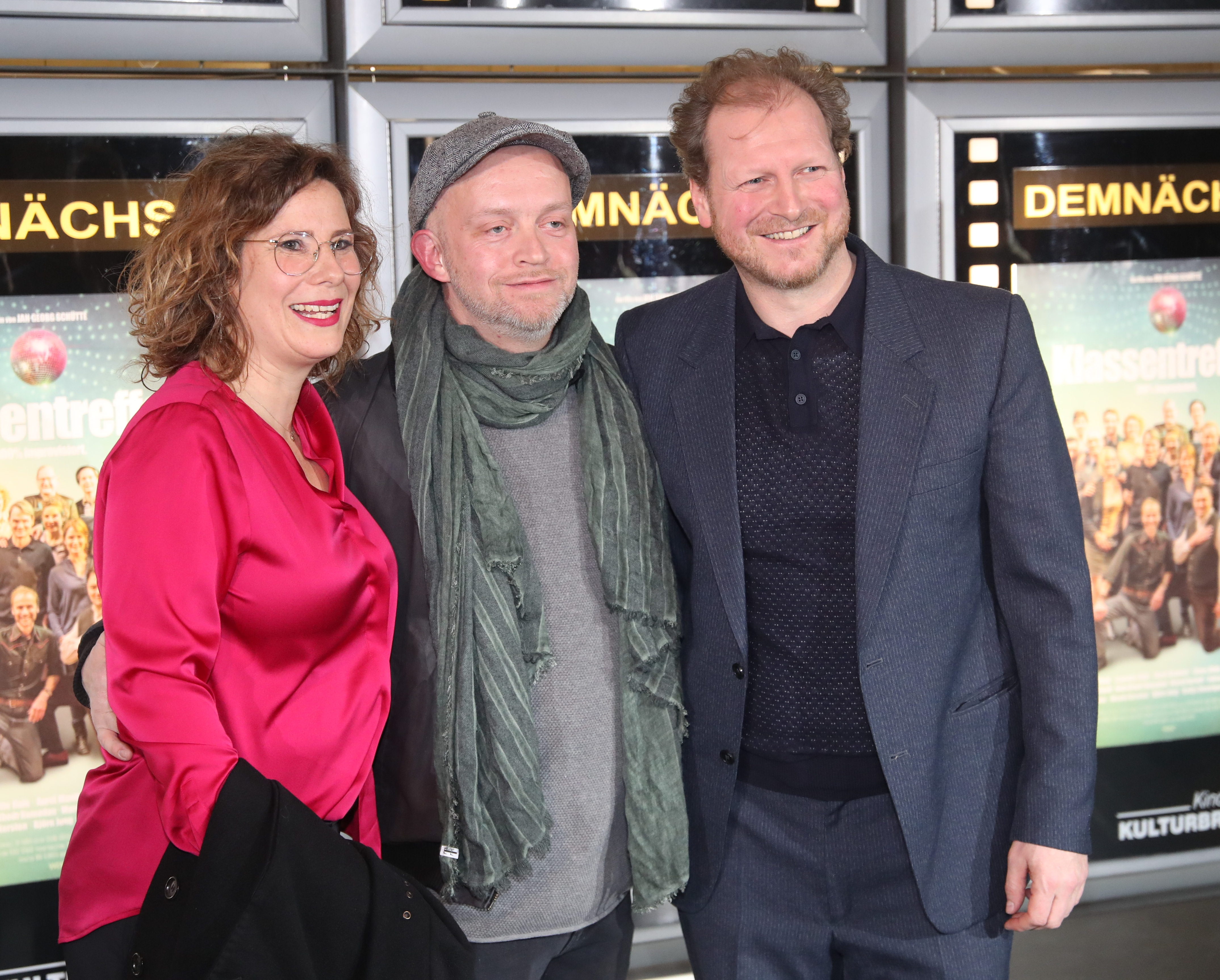
Nicole Kersten, Björn Jung und Guido Renner (rechts), bei Klassentreffen-Premiere 2019

Guido Renner (* 18. Februar 1971 in Bonn) ist ein deutscher Schauspieler mit brasilianischer und deutscher Staatsbürgerschaft.

## Leben und Wirken
Nach der Ausbildung zum Kfz-Mechaniker und dem Zivildienst studierte er in Köln an der Schauspielschule der Keller und in Berlin an der Schule für darstellende Kunst Die Etage das Fach Schauspiel. Während des Studiums gastierte Guido Renner am Berliner Ensemble in zwei Inszenierungen von Achim Freyer, anschließend folgte ein Festengagement am Theater Erfurt.
Seit 2003 Jahren arbeitet er als freier Schauspieler in Theater, Film und Fernsehen.
Renner lebt in Köln.

## Filmografie (Auswahl)
- 2002: Wie verliebt man seinen Vater?
- 2005: Rolltreppe abwärts
- 2008: Il Giardino (Kurzfilm)
- 2008: 2er ohne
- 2010, 2012: Der letzte Bulle (Fernsehserie, verschiedene Rollen, 2 Folgen)
- 2010: Im Alter von Ellen
- 2011, 2022: SOKO Köln (Fernsehserie, Folgen Hexen, Huren, Henker, Über dem Gesetz)
- 2011–2012: Heiter bis tödlich: Henker & Richter (Fernsehserie, 3 Folgen)
- 2013: Kommissar Stolberg (Fernsehserie, Folge Der verlorene Sohn)
- 2013: Schloss Einstein (Fernsehserie, 3 Folgen)
- 2013: Wie Tag und Nacht (Fernsehfilm)
- 2013: Der Lehrer (Fernsehserie, Folge Ich hab' ja gesagt, ich bin Lehrer)
- 2013: Wilsberg: Treuetest (Fernsehreihe)
- 2014: Alleine war gestern (Fernsehfilm)
- 2014: Tatort: Ohnmacht (Fernsehreihe)
- 2014: Mord mit Aussicht (Fernsehserie, Folge Sophies Welt)
- 2014: Die Auserwählten (Fernsehfilm)
- 2015: Der verlorene Bruder (Fernsehfilm)
- 2016: Der Staatsanwalt (Fernsehserie, Folge Erben und Sterben)
- 2016: Über Barbarossaplatz (Fernsehfilm)
- 2016: Heldt (Fernsehserie, Folge Affentheater)
- 2016: Helen Dorn: Die falsche Zeugin (Fernsehreihe)
- 2019: Friesland: Krabbenkrieg (Fernsehreihe)
- 2018: Carneval – Der Clown bringt den Tod
- 2018: Billy Kuckuck – Margot muss bleiben!
- 2019: Marie Brand und der Reiz der Gewalt (Fernsehreihe)
- 2019: Friesland: Asche zu Asche
- 2019: Klassentreffen (Fernsehserie)
- 2019: Klassentreffen (Fernsehfilm)
- 2019: Wir wären andere Menschen (Fernsehfilm)
- 2020: Wilsberg: Bielefeld 23
- 2020: Helen Dorn: Atemlos – Das Lied des toten Mädchens
- 2020: Merz gegen Merz (Fernsehserie, 5 Folgen)
- 2021: SOKO Hamburg (Fernsehserie, Folge Raserhölle)
- 2021: Das Lied des toten Mädchens
- 2022: Tatort: Hubertys Rache
- 2022: SOKO Potsdam (Fernsehserie, Folge Fremder Vertrauter)
- 2022: In aller Freundschaft – Die jungen Ärzte (Fernsehserie, Folge Traumpaar)
- 2022: Höllgrund (Miniserie)
- 2022: Jenseits der Spree: Zwischen den Welten (Fernsehreihe)
- 2023: Der Dänemark-Krimi: Blutlinie (ARD-Fernsehreihe)
- 2025: Tod am Rennsteig – Haus der Toten (ARD-Fernsehreihe)
- 2025: Ostfriesentotenstille (ZDF-Fernsehreihe)
- 2025: Missing*Link (Fernsehfilm)

## Theater
- 1999–2000: Berliner Ensemble
- 2000–2003: Theater Erfurt
- 2006–2008: Aug in Auge, Deutschland, Österreich
- 2007–2008: Freies Werkstatt Theater, Köln
- 2008: Theatro Sao Pedro, Porto Alegre, Brasilien
- 2009: Solaris, Deutschland, Österreich
- 2010: Il Campiello (Oper)
- 2012–2013: Oper Neukölln, Berlin, Opéra do Malandro
- 2016: Grenzlandtheater Aachen